# El joven César
El joven César es una novela histórica escrita por Rex Warner en el año 1958. El formato de la misma es el de falsa autobiografía y tiene su continuación en César Imperial.

## Argumento
En el libro se narra de forma autobiográfica la juventud de Julio César, desde su adolescencia hasta los días previos de la Guerra de las Galias. Especial relevancia toman las ambiciones del joven Julio, así como las experiencias que vive como su relación con el cónsul Mario, su tío, en la guerra civil contra Sila, su cautiverio en el barco pirata que le raptó, o su tensa relación con los otros dos miembros del primer triunvirato, Craso y Pompeyo.
- Datos: Q5825422